# Michele II Bonelli

Stemma Bonelli di Salci

Michele II Bonelli (1551 – Roma, 1604) è stato un militare italiano, terzo duca di Salci e pronipote di papa Pio V.

## Biografia
Era figlio di Marco Bonelli e di Domenica Giberti, a sua volta figlia di Gardina Ghislieri, sorella di papa Pio V.
Nel 1569, in qualità di ambasciatore di papa Pio V, consegnò la bolla di nomina a Granduca di Toscana a Cosimo I de' Medici. Nel 1570 fu al fianco di don Giovanni d'Austria nella guerra contro i turchi. Partecipò alla battaglia di Lepanto del 1571 e nel 1572 fu nominato generale delle fanterie pontifice. Nel 1573, per conto di papa Gregorio XIII, partecipò a Torino alla nomina di Gran Maestro dell'Ordine dei Santi Maurizio e Lazzaro del duca di Savoia Emanuele Filiberto. Nel 1585 accompagnò in Spagna il duca di Savoia Carlo Emanuele I che a Saragozza sposò Caterina d'Austria.

## Discendenza
Michele sposò la nobildonna romana Livia Capranica (1546-1627): la famiglia Bonelli ottenne così in dote il feudo di Salci. Ebbero due figli:
- Giandomenico, cavaliere gerosolomitano
- Elisabetta, monaca